# 朱晓宏
朱晓宏（1967年—），安徽人，中共党员，首都师范大学教授。

## 生平
1991年毕业于安徽师范大学教育系，1999年在华东师范大学获硕士学位，2003年于华东师范大学获博士学位，师从陆有铨教授。曾先后在加拿大阿尔伯塔大学、英国伦敦大学访学。2004年入职首都师范大学，现任首都师范大学教育学院基本理论研究所所长，校德育研究院院长，教授、博士生导师。

## 学术贡献
主要从事教育基本理论、教育哲学、教师教育、德育原理等研究工作。主持国家社科基金项目、教育部“新世纪优秀人才支持计划”项目等课题多项。研究成果获全国教育科学研究优秀成果三等奖、北京市哲学社会科学优秀成果二等奖等奖励。

## 著作
- 《公民教育》（2003年，教育科学出版社）
- 《儿童的成长：另一种记忆》（2009年，江苏教育出版社）
- 《复归与重构——美国当代道德教育理论与实践变革》（2011年，山东教育出版社）
- 《高等学校教师职业道德修养》（主编）（2021年，首都师范大学出版社）
- 《大学教师教育论稿》（2024年，首都师范大学出版社）
- 《教师职业道德修养》（2024年，中国人民大学出版社）